# Alexander Cockburn (12e baronnet)
Pour les articles homonymes, voir Alexander Cockburn.
Alexander James Edmund Cockburn, 12e baronnet (24 septembre 1802 - 20 novembre 1880) est un juriste et homme politique britannique qui est lord juge en chef pendant 21 ans. Il juge certaines des principales causes célèbres du XIXe siècle.
En 1847, il est élu sans opposition comme parlementaire libéral de Southampton. Son discours à la Chambre des communes au nom du gouvernement dans le différend Don Pacifico avec la Grèce le recommande à Lord John Russell, qui le nomme solliciteur général en 1850 et procureur général en 1851, un poste qu'il occupe jusqu'à la démission du ministère en février 1852.

## Jeunesse et carrière
Cockburn est né à Altona, dans l'actuelle Allemagne et fait alors partie du Brandebourg, d'Alexander Cockburn et de son épouse Yolande fille de René Michel de Vignier de La Saline, vicomte de Vignier, de Saint-Domingue. Son père est consul britannique à Hambourg et dans les villes de la Hanse et plus tard envoyé extraordinaire et ministre plénipotentiaire à Wurtemberg et en République de Colombie. Il est le quatrième fils de James Cockburn (né vers 1729, décédé en juillet 1804), ses trois frères aînés ayant accédé au titre de baronnet, mais sont morts sans héritiers.
Il fait ses études en grande partie à l'étranger et se familiarise avec le français et avec l'allemand, l'italien et l'espagnol. Il fait ses études à Trinity Hall, Cambridge, obtenant une première en droit civil en 1824-1805 et obtient son diplôme en 1829 avec un LL. B. degré, et étant également élu membre, puis membre honoraire. Il entre au Middle Temple en 1825 et est admis au barreau en 1829. Il rejoint le circuit occidental et construit une pratique substantielle bien qu'il ait été suffisamment méfiant de son succès à Londres pour y consacrer peu de ses énergies .

## Avocat (1832-1847)
Trois ans après son appel, le Reform Bill est adopté. Cockburn commence à pratiquer le droit électoral, notamment pour Henry Bulwer-Lytton et Edward Ellice. En 1833, avec William Rowe, il publie un mémoire parlementaire sur les décisions des commissions électorales. En 1834, Ellice recommande Cockburn comme membre de la commission chargée d'enquêter sur l'état des corporations d'Angleterre et du pays de Galles. Grâce à son travail parlementaire, Cockburn rencontre Joseph Parkes et s'intéresse lui-même à la politique en tant que profession en soi, et non simplement comme prétexte à une argumentation juridique. Cockburn devient ambitieux et, en 1838, il refuse l'offre d'une nomination à la magistrature en Inde avec le sentiment « Je vais chercher quelque chose de mieux que ça ». Il devient Recorder de Southampton et à partir de ce moment-là, il commence à réduire son travail sur la matière parlementaire en faveur de dossiers plus notoires. En 1841, il est nommé conseiller de la reine.

## Officier de justice de la Couronne (1850-1856)
John Russell nomme Cockburn solliciteur général en 1850 et procureur général en 1851, poste qu'il occupe jusqu'à la démission du ministère en février 1852. En décembre 1852, sous le ministère de Lord Aberdeen, Cockburn redevient procureur général et le reste jusqu'en 1856, prenant part à de nombreux procès célèbres. En 1854, Cockburn est nommé enregistreur de Bristol.
Cockburn dirige au Parlement la Common Law Procedure Act 1852 et la Common Law Procedure Act 1854 .

## Juge (1856-1880)
En 1856, il devient juge en chef des plaids communs. Il hérite du titre de baronnet en 1858. En 1859, Lord Campbell devient lord chancelier et Cockburn devient lord juge en chef du banc de la reine.
Cockburn recherche toujours les affaires les plus sensationnelles et réorganise astucieusement son programme de travail de manière à pouvoir participer à tout procès susceptible d'attirer l'attention de la presse.
Plusieurs premiers ministres proposent de nommer Cockburn pour une pairie, et il accepte finalement l'offre en 1864. Cependant, la reine Victoria refuse, notant que « cette pairie a déjà été refusée plus d'une fois en raison de la mauvaise moralité notoire du juge en chef ».
En 1875, les trois cours de common law anglaises (le Queen's Bench, la Cour des plaids-communs et la Court of the Exchequer) fusionnent pour devenir des divisions de la nouvelle Haute Cour de justice. Le chef de chaque tribunal (Lord Chief Justice Cockburn, Chief Justice of the Common Pleas John Duke Coleridge et Chief Baron of the Exchequer Fitzroy Kelly) restent en poste. Après la mort de Kelly et Cockburn en 1880, les trois divisions fusionnent en une seule division, avec Lord Coleridge comme Lord Chief Justice d'Angleterre.

## Personnalité
En apparence, Cockburn est de petite taille avec une grosse tête, mais possède une manière très digne. Il aime la voile et d'autres sports, et l'écriture (il a écrit un roman inédit). Il aime socialiser et a des liaisons, engendrant deux enfants illégitimes. Il « fut aussi toute sa vie adonné à des frivolités pas tout à fait compatibles avec l'avancement dans une profession savante, ou avec les positions de dignité qu'il occupa successivement ». Il vit pendant de nombreuses années à Wakehurst Place dans le Sussex. Une fois, il a dû s'échapper par la fenêtre du vestiaire du château de Rougemont, à Exeter, pour échapper aux huissiers de justice. Peu de temps avant de devenir juge en chef des plaids communs, Cockburn se promenait dans le Haymarket de Londres avec son collègue avocat William Ballantine lorsqu'il a vu un agent de police malmener une femme. Le couple s'est arrêté pour protester mais s'est retrouvé accusé d'entrave à un agent dans l'exercice de ses fonctions, arrêté par l'agent et conduit au poste de police de Vine Street. Au poste, ils rencontrent une connaissance qui explique à l'inspecteur qui ils sont et ils sont relâchés.
En tant que juge, il n'a pas la plus haute réputation, une blague au sein de la profession juridique étant qu'il n'est devenu un juge de premier ordre que parce qu'il siégeait avec Lord Blackburn. Charles Francis Adams, Sr., un autre juge du tribunal de Genève chargé de résoudre le problème des réclamations en Alabama, estime que le tempérament de Sir Alexander est si court qu'il semblait mentalement déséquilibré.

## Famille
Bien que Cockburn ne se soit jamais marié, il a un fils illégitime reconnu et une fille illégitime de la célibataire Amelia (Emily) Godfrey (17 septembre 1818, baptisée le 11 octobre 1818 All Saints' Church, Epping), fille de William Daniel Leake Godfrey (1788- 1868) et son épouse Louisa Hannah (née Dalley, 1791–1852),,
1. Louisa Charlotte Cockburn (3 août 1838 Stratford, Essex baptisée le 16 juin 1839 All Saints' Church, West Ham, Essex – Île de Wight 25 avril 1869[17],[18]), qui s'est marié à Chelsea, Londres, le 25 juin 1863 au révérend Charles William Cavendish (Chiswick 24 septembre 1822 - Ryde, île de Wight 21 décembre 1890), recteur de Little Casterton, Rutland, plus tard converti catholique qui devient secrétaire de l'Œuvre pontificale de la propagation de la foi, et petit-fils de George Cavendish (1er comte de Burlington), avec descendance : Louis Francis John Charles Raphael Cavendish (24 octobre 1864 – 31 décembre 1890, jamais marié.
2. Alexander Dalton (Alex) Cockburn (Sydenham 1846 - Westminster 16 juillet 1887), capitaine du 2e Life Guards, qui ne s'est jamais marié et à qui Cockburn laisse la majorité de sa fortune. Son fils ne lui succède pas comme baronnet de Langton, le titre entre alors en sommeil.

Cockburn meurt le 20 novembre 1880 d'une angine de poitrine dans sa maison du 40 Hertford Street, Mayfair, Londres ; il a continué à travailler jusqu'à sa mort malgré trois crises cardiaques et les avertissements de son médecin. Comme il ne s'est jamais marié, il n'a aucun héritier légitime, malgré le fait qu'il ait un enfant mâle survivant. Ses restes ont été déposés dans la catacombe A du cimetière de Kensal Green.